# Гуаріно да Верона
Гуаріно Гуаріні да Верона, Гваріно Веронезе (італ. Guarino Veronese, Guarino da Verona; нар. грудень 1370 або 1374 року — пом. 14 грудня 1460, Феррара) — італійський поет, перекладач, гуманіст.

## Біографія
Вивчав латинську мову в Падуї у Джованні Мальпагині (Джованні да Равенна). Зацікавився грецькими авторами, на яких посилалися латинські джерела. У 1388 році поїхав до Константинополя, оскільк на той час в Італії не було школи вивчення грецької мови. Там Гуаріно познайомився з Мануїлом Хрисолором — вченим і літератором, який став його наставником протягом п'яти років. Навчання перервалося в 1393 році, коли турки взяли в облогу Константинополь, а імператор Мануїл II Палеолог відправив Хрисолора до Італії шукати допомоги католицьких князів. Повертаючись додому, Гуаріно захопив із собою 50 манускриптів, зокрема два рідкісні грецькі рукописи, які йому вдалося дістати з великими труднощами і, за переказами, втрата одрого з них під час кораблетрощі настільки його засмутила, що він посивів за одну ніч.
Після повернення в 1408 році в Італію Гуаріно працював вдома у Вероні, а потім у Венеції, Флоренції викладачем грецької мови. В 1429 році він був запрошений до Феррари Нікколо III д'Есте, де став вчителем його спадкоємця Ліонелло д'Есте, узаконеного бастарда, якому в той момент було вже 22 роки. Закінчив навчати Ліонелло у 1435 році після його весілля.
В 1436 році за рекомендацією Ліонелло став професором риторики, латинської та грецької мов університету Феррари з умовою поновлення контракту через кожні п'ять років. Його метод викладання був настільки славнозвісний, що студенти приїздили до нього з усіх кінців Італії і навіть з Англії. Деякі з них, зокрема Вітторино да Фельтре, пізніше стали відомими вченими. Вплив Гуаріно на ферарський двір був дуже великий, він багато в чому змінив його і, припускають, можливо завдяки йому Феррара була обрана місцем майбутнього Ферраро-Флорентійського собору між католиками й православними, який відбувся в 1438 році і куди він також був запрошений як перекладач з грецької.
Предок італійського поета Джамбаттіста Гваріні. У Феррарі Гуаріно да Верона зблизився з Пізанелло, який подарував йому картину «Святий Єронім», а Гуаріно у відповідь присвятив йому латинську поему. Публічно полемізував про давньоримську історію з Поджо Браччоліні.

## Творчість
Укладені Гуаріно програми вивчення латинської та грецької мов у прозі та віршах, класичних текстів, курс граматики використовувалися протягом наступних чотирьохсот років. Перклав твори Плутарха, Страбона, Лівія, сатири Ювенала, листи Арістотеля і Платона, деякі роботи Арістотеля, Цицерона, Лукіана, Ісократа, а також грецьку граматику Хрисолора, написав коментарі до Персія і Марціала, ряд промов та більше 600 епістол. Колекціонував латинські рукописи, серед інших став першовідкривачем кількох манускриптів Плінія Молодшого, Цицерона та Цельса. У Венеції в 1419 році виявив рукопис Плінія Молодшого «Листи», що містив приблизно 124 листів (рукопис не зберігся, відомий за копіями). Присвятив поему творчості художника Пізанелло.